# Macrosiphum euphorbiae
Macrosiphum euphorbiae, el pulgón de las patatas, es una especie de pulgón o áfido, familia Aphididae. Se alimenta de la savia de patatas y otras plantas que son de importancia económica. Es un vector de varios virus de la patata.

## Descripción
Las hembras ápteras son verdes y a veces rosadas, a menudo con una banda dorsal más oscura. Tienen forma de pera llegandoa medir cuatro mm de longitud. Las antenas tienen uniones oscuras entre segmentos y son más largas que el cuerpo. Las patas son más largas que en la mayoría de los áfidos, verdes claras, un poco más oscuras cerca de la terminación. Los cornículos son cilíndricos, de color pálido, con un extremo más oscuro.
El biotipo verde es más común en las hojas bajas, más viejas de las plantas de patata, el rosado no demuestra ninguna preferencia. Hay más pulgones verdes en las plantas más viejas.

## Biología
Las hembras pasan el invierno como huevos, en las plantas. Generalmente emergen en abril en el hemisferio norte y comienzan a limentarse en diversas plantas, preferentemente de la familia Chenopodiaceae. En mayo o a principios de junio emigran a las plantas de patata, tomate, repollo u otras cosechas, donde se alimentan de los brotes, el envés de las hojas y de las flores. Hay más de dos centenares de especies de las cuales pueden alimentarse, preferentemente de la familia Solanaceae.
La hembra produce hasta setenta juveniles por partenogénesis en el curso de tres a seis semanas y puede llegar a haber hasta diez generaciones en el curso del verano.  La temperatura óptima para el crecimiento de las poblaciones es de 20 °C. Cuando las poblaciones crecen hasta cierto punto se producen ejemplares alados que vuelan en busca de otras plantas huéspedes. La producción de individuos alados depende también del largo del día, la temperatura, el tipo de madre (alada o no) y de la generación.
Los pulgones emigran de regreso a sus huéspedes primarios en agosto (en el hemisferio norte) y pasan el inviernno como huevos en las malezas cercanas. En Norteamérica la avispa bracónida Aphidius nigripes los parasita con frecuencia; pone sus huevos en las ninfas, se alimenta de ellas y termina matándolas.

## Distribución
Macrosiphum euphorbiae se originó en Norteamérica, pero se ha difundido a las regiones templadas de Europa y Asia y se encuentre en todas las zonas donde se cultiva la patata.